# Anlegerschutzverbesserungsgesetz
Das Anlegerschutzverbesserungsgesetz (AnSVG) ist ein Artikelgesetz, das darauf abzielt, den Anlegerschutz eines Kapitalanlegers im Bereich der Informationen über den Kapitalmarkt und vor unzulässigen Marktpraktiken zu erhöhen.
Der deutsche Gesetzgeber trägt damit europarechtlichen Anforderungen Rechnung. Die Richtlinie 2003/6/EG des Europäischen Parlaments und des Rates vom 28. Januar 2003 über Insidergeschäfte und Marktmanipulationen, verbunden mit der Richtlinie 2003/125/EG vom 22. Dezember 2003 über sachgerechte Darbietung von Anlageempfehlungen und die Offenlegung von Interessenkonflikten sowie die Kommissions-Richtlinien 2003/124/EG vom 22. Dezember 2003 mit Begriffsbestimmungen und die Richtlinie 2004/72/EG über zulässige Marktpraktiken, Insiderinformationen über Warenderivate, die Erstellung von Insiderverzeichnissen, die Meldung von Eigengeschäften und die Anzeige verdächtiger Transaktionen werden in nationales Recht umgesetzt.
Dies wirkte sich unter anderem in Änderungen des Wertpapierhandelsgesetzes (WpHG) mit seinem Insiderrecht, bei der Ad-hoc-Publizität (damals § 15 WpHG), der Meldepflicht für Eigengeschäfte von Führungskräften (damals § 15a WpHG) und Regelungen zu Marktmanipulationen aus. Die Vorschriften des WpHG über die Ad-hoc-Publizität sind seit Juli 2016 in der Marktmissbrauchsverordnung enthalten. Für Anlageprodukte des so genannten Grauen Kapitalmarktes wird die Ausgabe von Prospekten zur Pflicht gemacht.
Jede Insiderinformation, die den Emittenten unmittelbar betrifft, ist nunmehr zu veröffentlichen.